# FEI-wereldbeker
De FEI-wereldbeker (FEI World Cup) is de belangrijkste bekerkampioenschap binnen de internationale paardensport. De competitie wordt gecontroleerd door de internationale organisatie, de Fédération Équestre Internationale (FEI). Er wordt gereden in vier disciplines; dressuur, springen, eventing en aangespannen rijden. De finales van de wereldbeker worden voornamelijk in Europa gereden.

## Geschiedenis
In 1985 werd de allereerste FEI-wereldbekercompetitie gereden.

## Finales

### Dressuur
Elke finale moet gereden worden in een indoorevenement aan het einde van het Wereldbekerseizoen, in maart of april. In de finale worden er twee proeven gereden: een officiële FEI Grand Prix en een kür op muziek-proef. Eventueel kan er een derde proef ingesteld worden als warming up voor de twee officiële. Deze proef zal dan moeten bestaan uit een FEI Intermediate II-proef. De officiële proeven worden beide geopend door een testruiter, zodat geen van de gekwalificeerden eerst hoeft te beginnen.
Een ruiter mag maar met één paard starten in de finale. Er zijn twee voorwaarden waaraan elke startende ruiter moet voldoen, voordat deze in de finale mag verschijnen. De ruiter moet aan minimaal een van de voorwaarden voldoen.
- Minstens een proefpercentage van 68% hebben behaald op het onderdeel kür op muziek, in een FEI Wereldbeker Dressuur Kwalificatiewedstrijd (CDI-W), op minimaal twee verschillende evenementen
- Minstens een proefpercentage van 68% hebben behaald op het onderdeel kür op muziek van de Grand Prix, in minstens twee verschillende internationale concours d'hippique (voor ruiters die niet behoren tot een van de League's)

#### Deelname
In de finales is het aantal ruiters dat mag verschijnen duidelijk vastgelegd.
| League                   | Aantal ruiters |
| ------------------------ | -------------- |
| West-Europese League     | 8              |
| Centraal-Europese League | 1              |
| Pacifische League        | 1              |
| Canadese League          | 1              |
| Amerikaanse League       | 2              |
| Zuid-Amerika/Azië        | 1              |
| Optionele FEI Wildcards  | 2 -            |
| Titelverdediger          | 1              |
| Organiserend land        | 1              |

### Springen
In de springfinale starten alle combinaties (ruiter en paard) opnieuw en heeft elke ruiter weer 0 punten. De finale duurt vijf of zes dagen, met in totaal drie competities. Als de finale vijf dagen duurt, dan is er een rustdag op de vierde dag. Duurt de finale zes dagen, dan zijn dag drie en dag vrij de rustdagen. De invulling van de finaledagen is strikt vastgelegd in de reglementen.

#### Finale van vijf dagen
| Dag | Activiteit                                |
| --- | ----------------------------------------- |
| 1   | Trainingsessies en warming up-competities |
| 2   | Eerste finalecompetitie                   |
| 3   | Tweede finalecompetitie                   |
| 4   | Rustcompetitie                            |
| 5   | Derde finalecompetitie                    |

#### Finale van zes dagen
| Dag | Activiteit                                |
| --- | ----------------------------------------- |
| 1   | Trainingsessies en warming up-competities |
| 2   | Eerste finalecompetitie                   |
| 3   | Rustdag                                   |
| 4   | Tweede finalecompetitie                   |
| 5   | Rustcompetitie                            |
| 6   | Derde finalecompetitie                    |